# Аміната Айдара
Аміната Айдара (фр. Aminata Haidara; нар. 13 травня 1997) — івуарійська професійна футболістка, півзахисниця. 

## Кар'єра
Була у заявці національної жіночої збірної Кот-д'Івуару на чемпіонаті світу з футболу серед жінок 2015 року, але жодного матчу так і не зіграла.